# Генераторная лампа

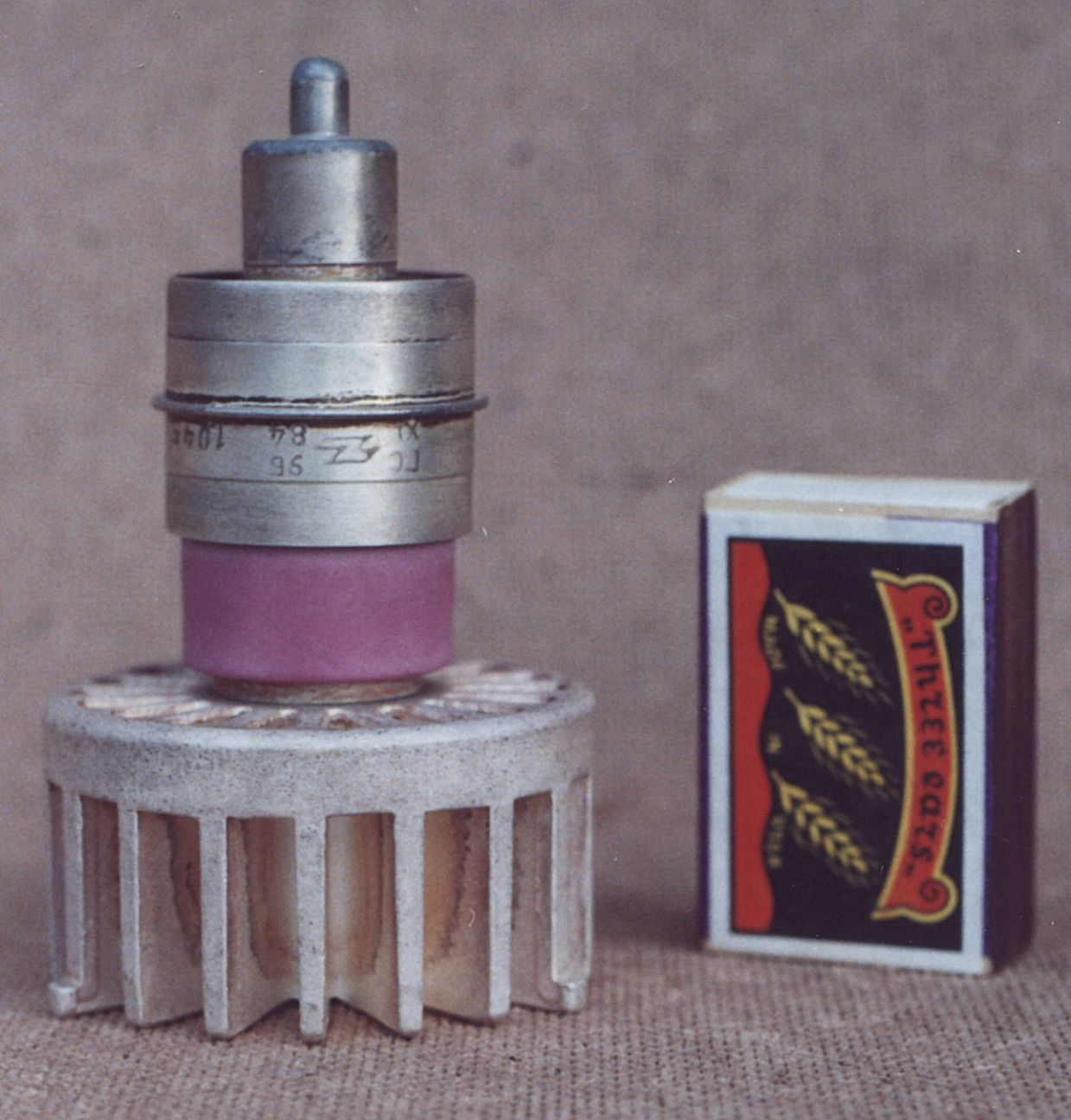
Металлокерамический генераторный триод ГС-9Б с воздушным охлаждением (СССР)

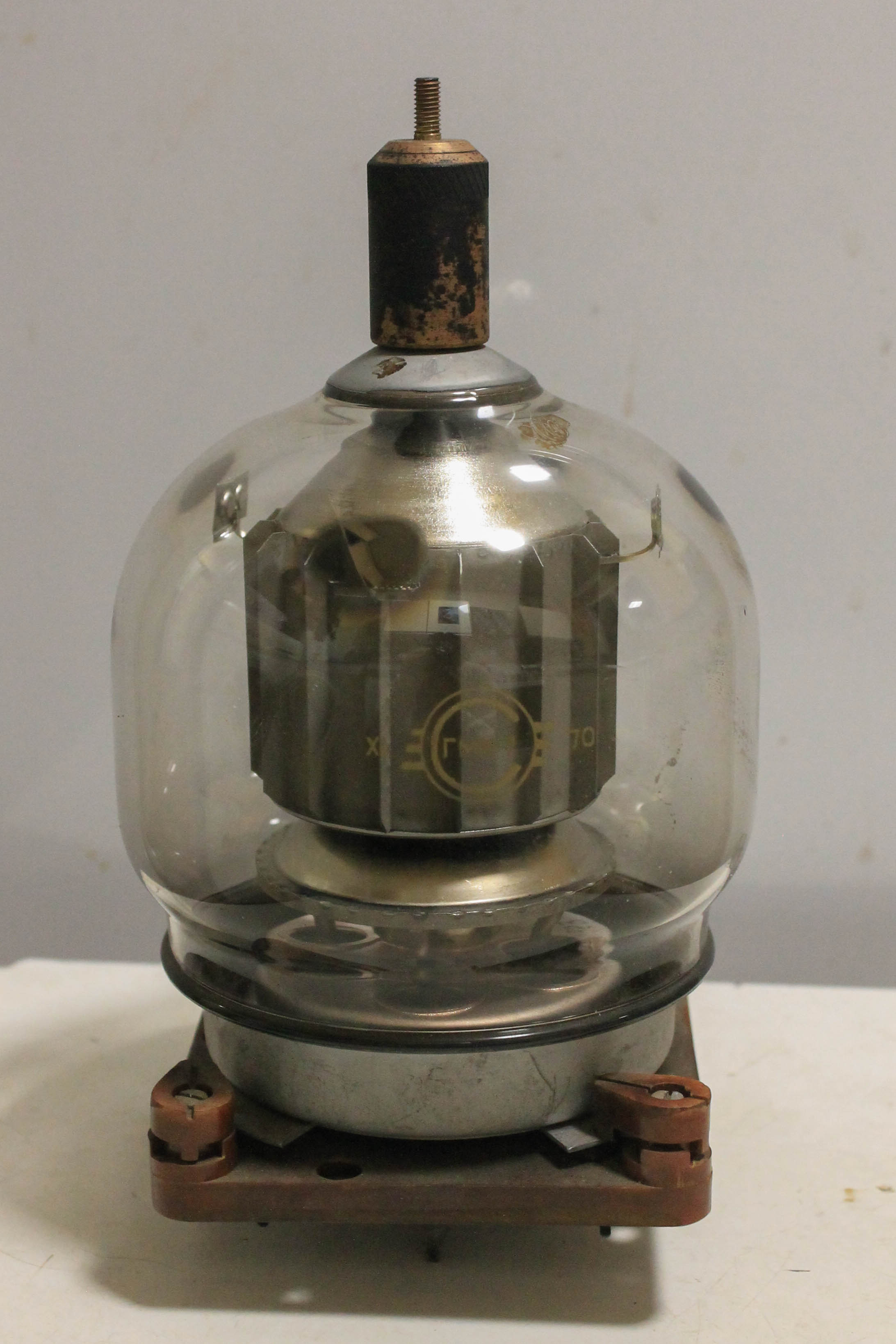
Импульсный модуляторный тетрод ГМИ-7 производства завода Светлана (СССР)

Генера́торная ла́мпа — электронная лампа, предназначенная для преобразования энергии источника постоянного или переменного тока в энергию электрических колебаний.
Генераторные лампы различают по количеству электродов: триоды, тетроды, пентоды и пр.

## Применения
Генераторная лампа применялась в радиопередатчиках, измерительных приборах, экспериментальной физике и медицине, установках индукционного нагрева, металлообработке  и т. д.
Первая электронная лампа (триод) для генерации высокочастотных колебаний была применена в 1913 немецким учёным А. Мейснером.
Большинство генераторных ламп работают в классе C или в ключевом режиме.